# Liste der Monuments historiques in Champigneulle
Die Liste der Monuments historiques in Champigneulle führt die Monuments historiques in der französischen Gemeinde Champigneulle auf.

## Liste der Objekte
| Bezeichnung                   | Beschreibung          | Standort                        | Kennzeichnung | Schutzstatus | Datum | Bild |
| ----------------------------- | --------------------- | ------------------------------- | ------------- | ------------ | ----- | ---- |
| Skulptur Christus in der Rast | Holz, 15. Jahrhundert | in der Kirche St-Sulpice (Lage) | PM08000101    | Classé       | 1957  |      |